# Apatophyseinae
Apatophyseinae és una  subfamília de coleòpters dins de la família dels cerambícids. És considerada sinònim de Dorcasominae per alguns taxonoms.
Foren descrits per Lacordaire l'any 1869.
Comprèn les següents tribus: Apatophyseini. Hi ha almenys 90 gèneres i més de 300 espècies descrites a Apatophyseini, que es troben a Europa, Àsia i Àfrica. Al voltant de 250 d'aquestes espècies són natives de Madagascar.
Apatophyseini és l'única tribu de la subfamília Apatophyseinae, encara que de vegades s'ha tractat com una tribu de la subfamília Dorcasominae.